# Isla de Xefina
La isla Xefina, también conocida como isla de Xefina, (en portugués:Ilha de Xefina; Ilha Xefina) es una pequeña isla, de 6,2 kilómetros cuadrados de superficie, situada en la bahía de Maputo, al noreste de la ciudad de Maputo, y a unos 5 km de la playa Costa del Sol (Costa do Sol). Está integrada en la unidad administrativa de la capital de Mozambique. 
La isla Xefina Grande, es una zona de bancos de arena y barro, con una parte de la vegetación sumergida. Al noreste de la isla Xefina Grande, justo enfrente de la desembocadura del río Komati, se localiza la isla Xefina Pequeña (ilha Xefina Pequena), que es un área extensa de afloramientos sedimentarios, protegidos de la erosión de la ondulación del océano Índico, por una larga serie de dunas de arena ubicadas inmediatamente al este de las islas. 
La proximidad a tierra firme y la presencia de extensas áreas de sedimento fangoso, permiten que sea posible acceder a la isla a pie, durante la marea baja. No obstante existe el riesgo de ser atrapados por la crecida de las aguas.